# 中华全国律师协会
中华全国律师协会（英語：All China Lawyers Association）是中华人民共和国的全国性律师行业自律性组织，成立于1986年7月，依法对律师行使行业管理职能，所有中華人民共和國律师均为该协会会员，各地方律师协会为该协会团体会员。

## 历史发展
中华全国律师协会于1986年7月7日依据1980年颁布的《中华人民共和国律师暂行条例》成立。

## 职能
根据《中华人民共和国律师法》以及《中华全国律师协会章程》，中华全国律师协会具有以下职责：
1. 保障律师依法执业，维护律师的合法权益；
2. 总结、交流律师工作经验；
3. 制定行业规范和惩戒规则；
4. 组织律师业务培训和职业道德、执业纪律教育，对律师的执业活动进行考核；
5. 组织管理申请律师执业人员的实习活动，对实习人员进行考核；
6. 对律师、律师事务所实施奖励和惩戒；
7. 受理对律师的投诉或者举报，调解律师执业活动中发生的纠纷，受理律师的申诉；
8. 法律、行政法规、规章以及律师协会章程规定的其他职责。

## 组织机构
全国律师代表大会是中华全国律师协会的最高权力机构，每四年召开一次。协会同时设理事会与常务理事会，理事会是全国律师代表大会的常设机构，对全国律师代表大会负责。理事会任期四年，每年至少召开一次。常务理事会在理事会闭会期间主持本会工作，通常三个月召开一次。
中华全国律师协会设秘书处，负责实施全国律师代表大会、理事会、常务理事会的各项决议、决定，承担本会日常工作。
中华全国律师协会下设专业委员会，包括：

| - 民事专业委员会 - 金融证券专业委员会 - 海商海事专业委员会 - 刑事专业委员会 - 知识产权专业委员会 - 经济专业委员会 - 环境与资源法专业委员会 | - 信息网络与高新技术专业委员会 - 行政法专业委员会 - 劳动与社会保障法专业委员会 - 未成年人保护专业委员会 - 宪法与人权保护专业委员会 - 国际业务与WTO事务专业委员会 - 公司法专业委员会 |

## 出版物
中华全国律师协会主办有《中国律师》期刊，每月出版，期刊创刊于1988年。
《中国律师》杂志社同时负责出版发行《中国律师年鉴》。

## 会徽
律师协会标识由一大一小两个同心圆、五颗五角星、三组正反相背代表律师的“L”图案组成。

## 外部連結
- 中华全国律师协会官網